# Palmadusta clandestina
Palmadusta clandestina là một loài ốc biển, là động vật thân mềm chân bụng sống ở biển trong họ Cypraeidae, họ ốc sứ
Có một phân loài: Palmadusta clandestina passerina (Melv.)

## Phân bố
Chúng phân bố ở Biển Đỏ và ở Ấn Độ Dương dọc theo Aldabra, Chagos, the Comoros[[, Kenya, Madagascar, vùng bể Mascarene, Mauritius, Réunion, Seychelles, Somalia và Tanzania